# Opération Olympic Games
L’opération Olympic Games serait une série de cyberattaques secrètes américaines contre le programme nucléaire iranien.
Ce serait une coopération probable entre la National Security Agency américaine et l'unité 8200 israélienne qui aurait notamment débouché sur le développement du ver informatique Stuxnet. Ce dernier est conçu pour désorganiser l'informatique des centrales nucléaires iraniennes. Plusieurs entreprises de sécurité IT, dont Symantec et Kaspersky Lab, ont étudié Stuxnet sans pour autant attribuer l’attaque.
Le programme aurait été initié sous l'administration Bush et a continué sous l'administration Obama.